# Проничкин, Иван Николаевич
Иван Николаевич Про́ничкин (1926—2004) — шахтёр-бурильщик, новатор производства.

## Биография
Родился 14 августа 1926 года в деревне Крымы (ныне Опочецкий район, Псковская область).
С 1935 года жил в Ленинграде. Окончил семь классов средней школы, в 1940—1941 годах учился в ремесленном училище.
С августа 1941 года — в эвакуации в Лениногорске (Алтайский край). Окончил горнорудную школу.
С 20 февраля 1943 по 31 декабря 1992 года работал на шахтах на Североуральских бокситовых рудниках (СУБР).
С 1946 года бригадир комсомольско-молодёжной бригады бурильщиков.
Стал инициатором социалистического соревнования по скоростному проведению горных выработок. Совмещая во времени бурение, уборку породы и крепление, его бригада проходила в месяц до 150 погонных метров горной выработки.
С 1952 года по окончании Свердловского горно-металлургического техникума работал начальником смены, начальником скоростной проходки на Кальинском руднике; с ноября 1953 — начальник участка на 3-м Северном руднике, главный инженер, начальник 11-й, заместитель начальника 14-й шахты.

## Награды и премии
- Сталинская премия третьей степени (1947) — за разработку и внедрение в горнорудную промышленность скоростных методов проходок горных выработок, обеспечивших высокую производительность труда (один из самых молодых лауреатов Сталинской премии)
- орден Трудового Красного Знамени (1984)
- медаль «За трудовое отличие» (1949)
- медаль «За доблестный труд в Великой Отечественной войне 1941—1945 гг.» (1946).